# Campeonato abierto de ajedrez de Estados Unidos
El Campeonato abierto de ajedrez de EE. UU. es un campeonato nacional de ajedrez abierto que se ha celebrado en EE. UU. anualmente desde 1900.

## Historial
Hasta 1938, los torneos fueron organizados por la Western Chess Association y su sucesora, la American Chess Federation (1934–1938). La Federación de Ajedrez de EE. UU. ha organizado el torneo desde 1939.
En los primeros años del torneo, el número de participantes era pequeño y el torneo era celebrado mediante un Round-robin con preliminares, Finales de Campeonato y Finales de Consolación. A partir de 1947, se utilizó el sistema suizo para acomodar a un gran número de jugadores. Hasta 1965, los torneos tuvieron 12 o 13 rondas y duraban casi dos semanas. El torneo de 2006 fue de 9 rondas en 9 días.
La participación en el torneo creció en los años 1950 y 1960. Milwaukee (1953) tuvo 181 participantes, estableciendo un nuevo récord para el torneo. Cleveland (1957) tuvo 184 jugadores y San Francisco (1961) estableció otro récord de asistencia con 198 jugadores. El abierto de 1963 en Chicago tuvo 266 inscriopciones, convirtiéndiole en el mayor torneo de ajedrez celebrado en Estados Unidos hasta la fecha. El torneo fue ligeramente inferior en Boston en 1964, con una asistencia de 229. En 2005 y 2006, las asistencias fueron de más de 500 participantes.
La bolsa de premios entregada era grande para su época y le dio al torneo popularidad. En 1962, el precio de la inscripción era de $20, con un primer premio de $1000, al 2º $500, al 3º $300, al 4º $200, al 5º $100, del 6º al 10º $50 y del 11º al 15º $25. Se concedieron premios adicionales a la primera mujer, al primer juvenio y para el mejor resultado para las clases A, B y C de los Expertos. La Campeona del Abierto Femenino ganó $200 y la subcampeona $100. En 2006 la bolsa de premios fue de $40.000, con $8000 para el primer puesto.

## Tabla del Campeonato abierto de Estados Unidos individual absoluto
| Edición  | Año  | Sede                         | Campeón |
| -------- | ---- | ---------------------------- | --- |
| I        | 1900 | Excelsior (Minnesota)        | Louis Uedemann |
| II       | 1901 | Excelsior (Minnesota)        | Nicholas Menalaus MacLeod |
| III      | 1902 | Excelsior (Minnesota)        | Louis Uedemann |
| IV       | 1903 | Chicago (Illinois)           | Max Judd |
| V        | 1904 | San Luis (Misuri)            | Stasch Mlotkowski |
| VI       | 1905 | Excelsior (Minnesota)        | Edward F. Schrader |
| VII      | 1906 | Chicago (Illinois)           | George H. Wolbrecht |
| VIII     | 1907 | Excelsior (Minnesota)        | Einar Michelsen |
| IX       | 1908 | Excelsior (Minnesota)        | Edward P. Elliot |
| X        | 1909 | Excelsior (Minnesota)        | Oscar Chajes |
| XI       | 1910 | Chicago (Illinois)           | George. H. Wolbrecht |
| XII      | 1911 | Excelsior (Minnesota)        | Charles Blacke |
| XIII     | 1912 | Excelsior (Minnesota)        | Edward P. Elliot |
| XIV      | 1913 | Chicago (Illinois)           | Bradford B. Jefferson |
| XV       | 1914 | Memphis (Tennessee)          | Bradford B. Jefferson |
| XV       | 1915 | Excelsior (Minnesota)        | Jackson Showalter |
| XVII     | 1916 | Chicago (Illinois)           | Edward Lasker |
| XVIII    | 1917 | Lexington (Kentucky)         | Edward Lasker |
| XIX      | 1918 | Chicago (Illinois)           | Borislav Kostić |
| XX       | 1919 | Cincinnati (Ohio)            | Edward Lasker |
| XXI      | 1920 | Memphis (Tennessee)          | Edward Lasker |
| XXII     | 1921 | Cleveland (Ohio)             | Edward Lasker |
| XXIII    | 1922 | Louisville (Kentucky)        | Samuel Factor |
| XXIV     | 1923 | San Francisco (California)   | Stasch Mlotkowski & Norman Tweed Whitaker                                                                                                 |
| XXV      | 1924 | Detroit (Míchigan)           | Carlos Torre Repetto |
| XXVI     | 1925 | Cedar Point (Ohio)           | Abraham Kupchik |
| XXVII    | 1926 | Chicago (Illinois)           | Leon Stolzenberg |
| XXVIII   | 1927 | Kalamazoo (Míchigan)         | Albert Charles Margolis |
| XXIX     | 1928 | South Bend (Indiana)         | Leon Stolzenberg |
| XXX      | 1929 | San Luis (Misuri)            | Herman H. Hahlbohm |
| XXXI     | 1930 | Chicago (Illinois)           | Samuel Factor & Norman Tweed Whitaker |
| XXXII    | 1931 | Tulsa (Oklahoma)             | Samuel Reshevsky |
| XXXIII   | 1932 | Minneapolis (Minnesota)      | Reuben Fine |
| XXXIV    | 1933 | Detroit (Míchigan)           | Reuben Fine |
| XXXV     | 1934 | Chicago (Illinois)           | Reuben Fine & Samuel Reshevsky |
| XXXVI    | 1935 | Milwaukee (Wisconsin)        | Reuben Fine |
| XXXVII   | 1936 | Filadelfia (Pensilvania)     | Israel Horowitz |
| XXXVIII  | 1937 | Chicago (Illinois)           | David Polland |
| XXXIX    | 1938 | Boston (Massachusetts)       | Israel Horowitz & Isaac Kashdan |
| XL       | 1939 | Nueva York (Nueva York)      | Reuben Fine |
| XLI      | 1940 | Dallas (Texas)               | Reuben Fine |
| XLII     | 1941 | San Luis (Misuri)            | Reuben Fine |
| XLIII    | 1942 | Dallas (Texas)               | Herman Steiner & Daniel Yanofsky |
| XLIV     | 1943 | Siracusa (Nueva York)        | Israel Horowitz |
| XLV      | 1944 | Boston (Massachusetts)       | Samuel Reshevsky |
| XLVI     | 1945 | Peoria (Illinois)            | Anthony Santasiere |
| XLVII    | 1946 | Pittsburgh (Pensilvania)     | Herman Steiner |
| XLVIII   | 1947 | Corpus Christi (Texas)       | Isaac Kashdan |
| XLIX     | 1948 | Baltimore (Maryland)         | Weaver W. Adams |
| L        | 1949 | Omaha (Nebraska)             | Albert Sandrin Jr. |
| LI       | 1950 | Detroit (Míchigan)           | Arthur Bisguier |
| LII      | 1951 | Fort Worth (Texas)           | Larry Evans |
| LIII     | 1952 | Tampa (Florida)              | Larry Evans |
| LIV      | 1953 | Milwaukee (Wisconsin)        | Donald Byrne |
| LV       | 1954 | Nueva Orleans (Luisiana)     | Larry Evans, Arturo Pomar |
| LVI      | 1955 | Long Beach (California)      | Nicolas Rossolimo |
| LVII     | 1956 | Oklahoma City (Oklahoma)     | Arthur Bisguier |
| LVIII    | 1957 | Cleveland (Ohio)             | Bobby Fischer, Arthur Bisguier |
| LIX      | 1958 | Rochester (Minnesota)        | Eldis Cobo Arteaga |
| LX       | 1959 | Omaha (Nebraska)             | Arthur Bisguier |
| LXI      | 1960 | San Luis (Misuri)            | Robert Byrne |
| LXII     | 1961 | San Francisco (California)   | Pal Benko |
| LXIII    | 1962 | San Antonio (Texas)          | Antonio Medina García |
| LXIV     | 1963 | Chicago (Illinois)           | William Lombardy, Robert Byrne |
| LXV      | 1964 | Boston (Massachusetts)       | Pal Benko |
| LXVI     | 1965 | Rio Piedras (Puerto Rico)    | Pal Benko & William Lombardy |
| LXVII    | 1966 | Seattle (Washington)         | Pal Benko & Robert Byrne |
| LXVIII   | 1967 | Atlanta (Georgia             | Pal Benko |
| LXIX     | 1968 | Aspen (Colorado)             | Bent Larsen |
| LXX      | 1969 | Lincoln (Nebraska)           | Pal Benko & Arthur Bisguier & Milan Vukcevich                                                                                             |
| LXXI     | 1970 | Boston (Massachusetts)       | Bent Larsen |
| LXXII    | 1971 | Ventura (California)         | Walter Browne & Larry Evans |
| LXXIII   | 1972 | Atlantic City (Nueva Jersey) | Walter Browne |
| LXXIV    | 1973 | Chicago (Illinois)           | Norman Weinstein |
| LXXV     | 1974 | Nueva York (Nueva York)      | Pal Benko & Vlastimil Hort |
| LXXVI    | 1975 | Lincoln (Nebraska)           | Pal Benko & William Lombardy |
| LXXVII   | 1976 | Fairfax (Virginia)           | Anatoly Lein & Leonid Shamkovich |
| LXXVIII  | 1977 | Columbus (Ohio)              | Leonid Shamkovich & Andrew Soltis & Timothy Taylor                                                                                        |
| LXXIX    | 1978 | Phoenix (Arizona)            | Joseph Bradford |
| LXXX     | 1979 | Chicago (Illinois)           | Florin Gheorghiu |
| LXXXI    | 1980 | Atlanta (Georgia             | John Fedorowicz & Florin Gheorghiu |
| LXXXII   | 1981 | Palo Alto (California)       | Florin Gheorghiu & Larry Christiansen & Jeremy Silman & Nick de Firmian & John Meyer                                                      |
| LXXXIII  | 1982 | St. Paul (Minnesota)         | Andrew Soltis & William Martz |
| LXXXIV   | 1983 | Pasadena (California)        | Larry Christiansen & Víktor Korchnói |
| LXXXV    | 1984 | Fort Worth (Texas)           | Roman Dzindzichashvili & Sergey Kudrin |
| LXXXVI   | 1985 | Hollywood (Florida)          | Yasser Seirawan & Borís Spaski & Joel Benjamin                                                                                            |
| LXXXVII  | 1986 | Somerset (Nueva Jersey)      | Larry Christiansen |
| LXXXVIII | 1987 | Portland (Oregón)            | Lev Alburt |
| LXXXIX   | 1988 | Boston (Massachusetts)       | Dmitry Gurevich |
| XC       | 1989 | Chicago (Illinois)           | Lev Alburt |
| XCI      | 1990 | Jacksonville (Florida)       | Yasser Seirawan |
| XCII     | 1991 | Los Ángeles (California)     | Michael Rohde & Vladímir Akopián |
| XCIII    | 1992 | Dearborn (Míchigan)          | Gregory Kaidanov |
| XCIV     | 1993 | Filadelfia (Pensilvania)     | Alexander Shabalov |
| XCV      | 1994 | Chicago (Illinois)           | Georgi Orlov & Dmitry Gurevich & Ben Finegold & Smbat Lputian & Leo Kaushansky & Albert Chow                                              |
| XCVI     | 1995 | Concord (California)         | Alex Yermolinsky |
| XCVII    | 1996 | Alexandria (Virginia)        | Gabriel Schwartzman |
| XCVIII   | 1997 | Orlando (Florida)            | Alex Yermolinsky |
| XCIX     | 1998 | Kailua-Kona (Hawái)          | Judit Polgár & Boris Gulko |
| C        | 1999 | Reno (Nevada)                | Alex Yermolinsky & Alexander Goldin & Eduardas Rozentalis & Alexander Shabalov & Gabriel Schwartzman & Michael Mulyar                     |
| CI       | 2000 | St. Paul (Minnesota)         | Alex Yermolinsky |
| CII      | 2001 | Framingham (Massachusetts)   | Aleksander Wojtkiewicz & Joel Benjamin & Alexander Stripunsky & Fabian Doettling                                                          |
| CIII     | 2002 | Cherry Hill (Nueva Jersey)   | Gennady Zaitchik & Evgeniy Najer |
| CIV      | 2003 | Los Ángeles (California)     | Alexander Shabalov |
| CV       | 2004 | Fort Lauderdale (Florida)    | Alexander Onischuk & Rodrigo Vásquez & Aleksander Wojtkiewicz & Ildar Ibragimov & Andranik Matikozyan & Renier González & Marcel Martínez |
| CVI      | 2005 | Phoenix (Arizona)            | Vadim Milov, Joel Benjamin |
| CVII     | 2006 | Oak Brook (Illinois)         | Yury Shulman |
| CVIII    | 2007 | Cherry Hill (Nueva Jersey)   | Boris Gulko & Sergey Kudrin & Benjamin Finegold & Alexander Shabalov & Michael A. Rohde & Michael A. Mulyar & Anton P. Del Mundo          |
| CIX      | 2008 | Dallas (Texas)               | Alexander Shabalov & Rade Milovanovic & Enrico Sevillanoz                                                                                 |
| CX       | 2009 | Indianápolis, (Indiana)      | Dimitry Gurevich & Sergey Kudrin & Alex Lenderman & Alex Yermolinsky & Jacek Stopa & Jesse Kraai                                          |
| CXI      | 2010 | Irvine (California)          | Alejandro Ramírez Álvarez |
| CXII     | 2011 | Orlando (Florida             | Aleksandr Lenderman) |
| CXIII    | 2012 | Vancouver (Washington)       | Manuel Leon Hoyos & Dmitry Gurevich & John Daniel Bryant                                                                                  |